# راندي والدمان
راندي والدمان (بالإنجليزية: Randy Waldman)‏ هو قائد مروحية ‏ وعازف بيانو أمريكي، ولد في 8 سبتمبر 1955 في شيكاغو في الولايات المتحدة.

## وصلات خارجية
- الموقع الرسمي
- راندي والدمان على موقع IMDb (الإنجليزية)
- راندي والدمان على موقع ميوزك برينز (الإنجليزية)
- راندي والدمان على موقع أول ميوزيك (الإنجليزية)
- راندي والدمان على موقع ديسكوغز (الإنجليزية)